# Shawn Pyfrom
Shawn Pyfrom, né le 16 août 1986 à Tampa en Floride, est un acteur américain.
Il est principalement connu pour avoir interprété le rôle d'Andrew Van de Kamp dans la série télévisée Desperate Housewives.

## Biographie

### Jeunesse
Shawn Caminiti Pyfrom est né le 16 août 1986 à Tampa, en Floride, de Stanley Charles Pyfrom et de Gail Caminiti, d'origine italienne, et dont il porte le nom de jeune fille en guise de deuxième prénom. Il a un frère aîné, Christopher, et une sœur plus jeune, Amber. Il a des origines galloises, anglaises, écossaises, irlandaises, néerlandaises, italiennes, allemandes, hongroises et françaises,,.
En février 2014, il confesse avoir eu des problèmes de dépendance avec l'alcool et les drogues. Il fêtait alors ses cinq mois de sobriété,,.

### Carrière
Shawn Pyfrom a commencé sa carrière d'acteur dès l'âge de quatre ans dans des publicités, puis avec des petits rôles dans des téléfilms et des séries dès l'âge de neuf ans telles que Les Héros de Cap Canaveral (1995), De la Terre à la Lune (1998), Chicago Hope (1998), Buffy contre les vampires (1999), Les Anges du bonheur (1999), Sept à la maison (2000-2001), Malcolm (2002), Nip/Tuck (2004), Touche pas à mes filles (2004), Une famille presque parfaite (2004-2005), Les Experts : Miami (2009), Rizzoli and Isles (2012).
Il a également fait du doublage d'animation : il est notamment la voix américaine de Lionel Griff dans le film Stanley's Dinosaur Round-Up (2006) et la série Stanley (2001-2003) ; il a également fait du doublage pour le téléfilm The Night of the Headless Horseman (1999), et les séries La Cour de récré (2000), Les Griffin (2000-2001) et Rocket Power (2002).
Shawn Pyfrom se fait connaître du grand public à partir de 2004 lorsqu'il est choisi pour interpréter, dans la série Desperate Housewives, le rôle récurrent d'Andrew Van de Kamp, le fils gay à l'adolescence difficile de Bree Van de Kamp, et où il figure en tant qu'acteur secondaire durant la première saison, avant que son personnage ne prenne de l'importance à partir de la deuxième saison. Dans la cinquième saison, il fait partie des personnages principaux. À partir de 2009, il est crédité comme guest star lors de la sixième saison de Desperate Housewives. En 2010 il reprend son rôle pour la septième saison.
Il apparaît également dans un film des studios Walt Disney, Raymond (The Shaggy Dog) aux côtés de Tim Allen et de Kristin Davis, et dans le film The Darkroom avec Erin Foster.
En 2017, pris d'affection pour la France, il emménage à Paris et projette de lancer sa propre marque de vêtement.

## Filmographie

### Cinéma
- 1999 : Belle's Tales of Friendship : Shawn
- 2000 : Un monde meilleur (Pay It Forward) : Shawn
- 2000 : Les Lilas d'automne (A Day in a Life) : Jeremy
- 2001 : Le Grand Coup de Max Keeble (Max Keeble's Big Move) : farceur du bus
- 2002 : Sum 41: Fatlip (court-métrage) : 6e adolescent
- 2006 : Stanley's Dinosaur Round-Up : Lionel Griff (voix)
- 2006 : Raymond (The Shaggy Dog) : Trey
- 2006 : The Darkroom : Stanley
- 2009 : The Alyson Stoner Project : Tagger
- 2009 : Tanner Hall : Hank
- 2009 : The Juggler (court-métrage) : le collecteur d'argent
- 2011 : The Sexy Dark Ages (court-métrage) : Rowan
- 2011 : Skin (court-métrage) : Matthew
- 2017 : Hard Surfaces : Adrian Jacobs
- 2018 : Hellbent : Billy
- 2018 : Randy's Canvas : Butch
- 2020 : Personne ne me séparera de mon enfant ! (Model Citizen) : Tyler Walton
- 2020 : Pistachio Goes to Walt Disney World! : fan de Pistachio

### Télévision

#### Téléfilms
- 1998 : Pumpkin Man : Austin
- 1998 : Orage sur la tour de contrôle (A Wing and a Prayer) : Justin
- 1999 : Un père trop célèbre (Michael Landon, the Father I Knew) : Michael Landon Jr. à 10 ans
- 1999 : The Night of the Headless Horseman : écolier (voix)
- 1999 : Come On Get Happy: The Partridge Family Story : Danny Bonaduce
- 1999 : H-E Double Hockey Sticks : Lewis
- 2001 : What's Up, Peter Fuddy?
- 2003 : My Life with Men : Sam
- 2013 : Killing Lincoln : soldat John W. Nichols

#### Séries télévisées
- 1995 : Les Héros de Cap Canaveral (The Cape) : Jerry Blake (saison 1, épisode 9 : The Need to Know)
- 1995 : Sing Me a Story with Belle : Shawn (2 épisodes)
- 1998 : De la Terre à la Lune (From the Earth to the Moon) (mini-série) : le garçon de 10 ans (saison 1, épisode 7 : That's All There Is)
- 1998 : Chicago Hope : La Vie à tout prix (Chicago Hope) : Jonah "Jessica" Boyd (saison 4, épisode 22 : Risky Business)
- 1998 : Ellen : garçon scout (saison 5, épisode 21 : When Ellen Talks, People Listen)
- 1998 : L.A. Doctors : Kevin Claybourne (saison 1, épisode 9 : What About Bob?)
- 1998 : Le Drew Carey Show (The Drew Carey Show) : Mark Foster (saison 4, épisode 11 : Kate's Family)
- 1998 : My Hometown : Jamie / Dylan (saison 3, épisode 6 :Young Hearts, et épisode 13 : Because I Do Things)
- 1999 : Buffy contre les vampires (Buffy the Vampire Slayer) : Hans Strauss (saison 3, épisode 11 : Intolérance)
- 1999 : Les Anges du bonheur (Touched by an Angel) : Aaron Berger (saison 6, épisode 18 : De père en fils)
- 2000 : La Cour de récré (Recess) : Zack (voix) (saison 3, épisode 16 : The Ratings Game)
- 2000 : The Trouble with Normal : Douglas (saison 1, épisode 4 : Mail Trouble)
- 2000 : The Amanda Show (saison 2, épisode 19 : Mammal-O's)
- 2000-2001 : Sept à la maison (7th Heaven) : Bobby Carver (saison 4, épisode 14 : Words ; saison 5, épisode 12 : One Hundred)
- 2000-2001 : Les Griffin (Family Guy) : Oliver (voix) (saison 2, épisode 18 : E. Peterbus Unum ; saison 3, épisode 11 : Émission Impossible)
- 2001 : The Kids from Room 402 : Jesse (épisode : Schnitzy R.I.P.)
- 2001 : Reba : Bryan (saison 1, épisode 8 : Don't Know Much About History)
- 2001 : What's Up, Peter Fuddy?
- 2001-2003 : Stanley : Lionel Griff (voix) (saisons 1-2, 13 épisodes)
- 2001, 2003 : Division d'élite (The Division) : John Jr. à 15 ans (saison 1, épisode 12 : Faces in the Crowd) / Cory Kenner (saison 3, épisode 14 : Wish You Were Here)
- 2002 : Rocket Power (mini-série) : skateur (voix) (saison 3, épisode 2 : Home Sweet Home/What a Tangled Web We Ski)
- 2002 : Malcolm (Malcolm in the Middle) : Eddie (saison 3, épisode 21 : Réactions en chaîne)
- 2002 : State of Grace : Logan (saison 2, épisode 7 : The Expanding Universe, épisode 13 : Where the Boys Are, épisode 16 : Dating Games)
- 2003 : Oliver Beene : Bill (saison 1, épisode 7 : Divorce-o-Rama)
- 2003 : The Brothers García : Jake Brody (saison 1, épisode 7 : Two Left Feet)
- 2004 : Drake et Josh (Drake & Josh) : Michael (saison 2, épisode 5 : L'Arnaqueur)
- 2004 : Century City : Julian Hann (saison 1, épisode 5 : Sweet Child of Mine)
- 2004 : Nip/Tuck : Trevor Hayes (saison 2, épisode 13 : Oona Wentworth)
- 2004 : Touche pas à mes filles (8 Simple Rules) : Jake (saison 3, épisode 4 : Out of the Box)
- 2004-2005 : Une famille presque parfaite (Still Standing) : Matthew Luke Halverson (saison 2, épisode 20 : Still Hangin' Out ; saison 3, épisode 14 : Still Drinking)
- 2004-2012 : Desperate Housewives : Andrew Van de Kamp (112 épisodes)
- 2006 : The Jake Effect : Orson Carlyle (saison 1, épisode 4 : Parent Teacher Conference)
- 2009 : Les Experts : Miami (CSI: Miami) : Daniel Burgess (saison 8, épisode 4 : In Plane Sight)
- 2012 : Rizzoli and Isles (Rizzoli & Isles) : Bradley Palmer (saison 3, épisode 12 : Love the Way You Lie)
- 2021: The rookie (saison 4 , épisode 18) : le chauffeur de la Lamborghini.